# إيزابيل فريري دي ماتوس
إيزابيل فريري دي ماتوس (بالإنجليزية: Isabel Freire de Matos)‏ (2 فبراير 1915 في الولايات المتحدة - 30 سبتمبر 2004 في الولايات المتحدة)؛ كاتِبة، صحفية وشاعرة أمريكية. درست في جامعة باريس.